# 袁伟江
袁伟江（1972年12月21日—），中国漫画家，1994年毕业于河北省工艺美术学校，1999年开始画漫画。他的作品已经在《漫画party》 《漫画大王》 《漫画月刊》等报刊上发表。

## 漫画作品
- 《乾坤圈》
- 《追薪族》
- 《豌豆笑传》
- 《豌豆新传》